# DDR-Oberliga 1961-1962
L'edizione 1961-62 della DDR-Oberliga è stata il quindicesimo campionato di calcio di massimo livello in Germania Est.

## Formato
Nella stagione 1961-62, in previsione di un ripristino del periodo di svolgimento sul modello della maggior parte dei campionati europei (inizio ad agosto e fine a maggio), fu adottato un particolare formato che vedeva le squadre partecipanti (il cui numero è stato mantenuto a 14, con le ultime due a retrocedere) incontrarsi tre volte: in casa, in trasferta e in campo neutro, per un totale di 39 partite alla fine della stagione.

## Avvenimenti
Il campionato partì il 5 marzo 1961: a guidare la classifica nelle prime giornate fu un gruppo il cui numero di squadre variò da due a quattro da cui uscì, alla settima giornata, la Dinamo Berlino. Nel giro di tre giornate il club di Berlino allungò sull'inseguitrice, l'Empor Rostock, totalizzando un vantaggio di quattro punti, ridottosi poi di un punto a causa della sconfitta nel derby contro il Vorwärts di Berlino. Tra la dodicesima e la tredicesima giornata la capolista totalizzò un solo punto, permettendo all'Empor Rostock il sorpasso: di lì gli anseatici diedero il via alla fuga arrivando a +6 dalle inseguitrici a partire dal diciottesimo turno. La principale concorrente della capolista fu inizialmente il Motor Jena, che arrivò a -1 alla ventunesima giornata, senza tuttavia riuscire nell'aggancio. A partire dalla ventinovesima giornata il Motor Jena perse progressivamente terreno lasciando quindi al Vorwärts Berlino il ruolo di antagonista dell'Empor Rostock. Nel giro di tre giornate il club affiliato alle forze armate, partendo da un distacco di -3, riuscì ad agganciare la capolista rendendo quindi lo scontro diretto un autentico spareggio: la partita, giocata alla trentaduesima giornata, vide prevalere il club di Berlino che quindi passò in testa. Di lì il Vorwärts Berlino andò in fuga assicurandosi il titolo con due giornate di anticipo. Il discorso salvezza rimase aperto invece fino all'ultima giornata, con due punti a separare la terzultima dall'ultima: perdendo contro squadre prive di obiettivi, il Motor Jena e l'Empor Rostock, l'Einheit Dresda e il Lokomotive Stendal furono condannate alla discesa in DDR-Liga.

## Classifica finale
|  |     | DDR-Oberliga 1961-62         | Pt | G  | V  | N  | P  | GF | GS | DR  |
|  | --- | ---------------------------- | -- | -- | -- | -- | -- | -- | -- | --- |
|  | 1.  | Vorwärts Berlino             | 50 | 39 | 21 | 8  | 10 | 69 | 49 | +20 |
|  | 2.  | Empor Rostock                | 47 | 39 | 20 | 7  | 12 | 70 | 43 | +27 |
|  | 3.  | BFC Dynamo                   | 45 | 39 | 18 | 9  | 12 | 72 | 64 | +8  |
|  | 4.  | Motor Jena                   | 43 | 39 | 15 | 13 | 11 | 77 | 60 | +17 |
|  | 5.  | Motor Zwickau                | 41 | 39 | 16 | 9  | 14 | 59 | 66 | -7  |
|  | 6.  | SC Lokomotive Lipsia         | 40 | 39 | 15 | 10 | 14 | 67 | 57 | +10 |
|  | 7.  | Wismut Karl-Marx-Stadt       | 38 | 39 | 13 | 14 | 12 | 60 | 48 | +12 |
|  | 8.  | SC Rotation Lipsia           | 38 | 39 | 11 | 16 | 12 | 57 | 57 | 0   |
|  | 9.  | Aufbau Magdeburgo            | 37 | 39 | 16 | 5  | 18 | 59 | 63 | -4  |
|  | 10. | Turbine Erfurt               | 35 | 39 | 13 | 9  | 17 | 66 | 69 | -3  |
|  | 11. | Chemie Halle                 | 34 | 39 | 11 | 12 | 16 | 53 | 66 | -13 |
|  | 12. | Aktivist Brieske-Senftenberg | 33 | 39 | 10 | 13 | 16 | 45 | 53 | -8  |
|  | 13. | Einheit Dresda               | 32 | 39 | 9  | 14 | 16 | 48 | 73 | +25 |
|  | 14. | Lokomotive Stendal           | 31 | 39 | 12 | 7  | 20 | 49 | 83 | +34 |

### Verdetti
- Vorwärts Berlino campione della Germania Est 1961-62. Qualificato in Coppa dei Campioni 1962-63.
- Chemie Halle qualificato in Coppa delle Coppe 1962-63
- Einheit Dresda e Lokomotive Stendal retrocesse in DDR-Liga.

### Squadra campione
- Gerhard Körner (39)
- Karl-Heinz Spickenagel (39)
- Gerhard Vogt (37)
- Günther Wirth (37)
- Hans-Georg Kiupel (36)
- Dieter Krampe (34)
- Jürgen Nölder (31/5)
- Peter Kalinge (29)
- Günter Hoge (26)
- Horst Kohle (26)

- Rainer Nachtigall (26)
- Werner Unger (22)
- Günther Riese (20)
- Lothar Meyer (19)
- Gerhard Reichelt (9)
- Horst Begerad (6)
- Ulrich Prüfke (6)
- Otto Fräsdorf (3)
- Dieter Karow (3)

## Record

### Capoliste solitarie
- 7ª-12ª giornata:  BFC Dynamo
- 14ª-31ª giornata:  Empor Rostock
- 32ª-39ª giornata:  Vorwärts Berlino

### Club
- Maggior numero di vittorie:  Vorwärts Berlino (21)
- Minor numero di sconfitte:   Motor Jena (4)
- Migliore attacco:  Motor Jena (77 reti fatte)
- Miglior difesa:  Empor Rostock (43 reti subite)
- Miglior differenza reti:  Empor Rostock (+27)
- Maggior numero di pareggi:  SC Lokomotive Lipsia (16)
- Minor numero di pareggi:  Aufbau Magdeburgo (5)
- Maggior numero di sconfitte:  Lokomotive Stendal (20)
- Minor numero di vittorie:  Einheit Dresda (9)
- Peggior attacco:  Aktivist Brieske-Senftenberg (45 reti fatte)
- Peggior difesa:  Lokomotive Stendal (83 reti subite)
- Peggior differenza reti:  Lokomotive Stendal (-34)

### Classifica cannonieri
|  | Gol | Marcatore        | Squadra              |
|  | --- | ---------------- | -------------------- |
|  | 23  | Arthur Bialas    | Empor Rostock        |
|  | 22  | Wolfgang Seifert | Turbine Erfurt       |
|  | 20  | Henning Frentzel | SC Lokomotive Lipsia |
|  | 20  | Rainer Knobloch  | Turbine Erfurt       |
|  | 19  | Peter Ducke      | Motor Jena           |
|  |     |                  |                      |